# Blechnum chambersii
Blechnum chambersii es una especie de helecho perteneciente a la familia Blechnaceae. Es originaria de Nueva Zelanda, Australia, Samoa y Fiyi.

## Descripción
Es un helecho con rizoma rastrero corto para erecto, cubierto con bases de estípites con la edad. Las frondas agrupadas, dimórficas, pinnatisectas a pinnadas, de 8-20 cm de largo, lámina fláccida, raquis sin brillo, por lo general de color pajizo. Las  frondas estériles pinnatisectas, los segmentos curvos, los segmentos más largos en el medio, 1-2.5 cm de largo, los menores segmentos más pequeños y, a menudo formando una banda irregular, de color verde oscuro, los márgenes crenados, ápice agudo. Las frondas fértiles pinnadas, más cortas que las estériles, en su mayoría pinnas de 1-2 cm mm de largo, 1.2 de ancho, flácidas.

## Distribución y hábitat
Se encuentra en la selva o en cuevas cerca de cascadas, al sur de Minamurra Falls, rara en Nueva Gales del Sur. B. chambersii se encuentra en el sudeste de Australia así como en Samoa, Fiyi Nueva Zelanda en North Island y South Island.

## Taxonomía
Blechnum chambersii fue descrita por  Mary Tindale  y publicado en Flora of the Sydney Region 1972
Sinonimia
- Stegania lanceolata R.Br.
- Lomaria lanceolata (R.Br.) Spreng.
- Blechnum lanceolatum  var. lanceolatum
- Blechnum lanceolatum var. normale Domin nom. inval.
- Struthiopteris lanceolata (R.Br.) Ching
- Spicanta lanceolata (R.Br.) Kuntze
- Lomaria aggregata Colenso
- Blechnum aggregatum (Colenso) Tindale[5][6]